# Семейные тайны (фильм, 1983)
«Семейные тайны» — советская киноповесть 1983 года, экранизация повести М. Акабирова «Зрелость». Премьера по телевидению состоялась в феврале 1985 года.

## Сюжет
Глава большой семьи мечтает о том, чтобы жить своим кланом и с каждым годом становиться богаче. Все, кроме зятя и его брата Даврона, подчиняются строгому порядку в доме. Племянница хозяина Зарнигор во многом сочувствует бунтарям и вскоре объявляет хозяину о своей любви к Даврону, который хочет жить с ней отдельной семьей. В это время большую семью навещает некий вдовец и выражает желание жениться на юной Зарнигор. Хозяин, жалея племянницу, отказывает, однако сваты заставляют его дать согласие на брак, угрожая обнародовать семейную тайну.

## В ролях
| Актёр                 | Роль           |
| --------------------- | -------------- |
| Ато Мухамеджанов      | Султанходжа    |
| Джамиля Садыкова      | Зарнигор       |
| Камол Саидмурадов     | Даврон         |
| Шухрат Иргашев        | Расул          |
| Сайрам Исаева         | Зумрад         |
| Светлана Норбаева     | Фируза         |
| Тамара Шакирова       | Мунира         |
| Бахтиёр Фидоев        | Далер          |
| Марьям Исаева         | Дильбар        |
| Али Мухаммад          | Сафар          |
| Шавкат Газиев         | жених Муниры   |
| Хабибулло Абдуразаков | жених Зорнигор |

### ОЗВУЧИВАНИЕ
- Анатолий Равикович
- Елена Соловей
- Андрей Толубеев

## Съёмочная группа
- Режиссёр: Валерий Ахадов
- Сценарист: Вадим Михайлов
- Оператор: Ростислав Пирумов
- Композитор: Фируз Бахор
- Художник: Давид Ильябаев

## Награды
- 1984 — Фильм был отмечен главным призом «Золотой дукат» на кинофестивале в Мангейме (ФРГ),
- 1984 — Специальным призом и дипломом Всесоюзного кинофестиваля в Киеве, Украинская ССР